# Кийк-овер-ол
Кийк-овер-ол, Кик-овер-ол, Кик-овер-ал (нидерл. Kyk-over-al: «осматривать всё») — второй нидерландский торговый пост в Гвиане. Площадь — 6070 км². Возведён на территории колонии Эссекибо. Располагался на острове при слиянии рек Эссекибо, Мазаруни и Куюни. Первый пост, образованный в 1500-х годах, находился в колонии Померун.
На территории острова первоначально располагался испанский форт, однако ряд историков считает его португальским. В 1616 году был перестроен голландцами, возвёдшими объект капитального строительства, оборудованный тремя небольшими пушками. Изначально получил наименование тер Хоген в честь нидерландского предпринимателя. Пост первого начальника гарнизона в 1616—1624 годах занимал Адриан Грунвегель, способствовавший возведению крепости.
В 1716 году форт оказался переполнен. Новые здания, предназначавшиеся для органов колониальной администрации, возводились неподалёку. Так, например, одно сооружение возводилось в местечке Картабо-поинт близ слияния рек Мазаруни и Куюни. В отношении него среди начальников гарнизона и представителей колониальной администрации употреблялся термин «Хёйс Наби» («Дом наподалёку»). В 1739 году завершились попытки перенесения торгового поста на остров Форт-Айленд. В 1748 году форт был окончательно разрушен, большая часть зданий уничтожена.